# 曼努埃爾·布爾內斯
曼努埃爾·布爾內斯·普列托（西班牙語：Manuel Bulnes Prieto，西班牙語發音：[maˈnwel ˈβulnes]；1799年12月25日—1866年10月18日），智利政治人物，1841年至1851年擔任智利總統。
在邦聯戰爭期間，布爾內斯指揮智利軍隊數次擊敗由安德烈斯·德·圣克鲁斯率領的秘魯-玻利維亞邦聯軍。在1839年的永蓋戰役後，邦聯瓦解。